# Tarifvertrag über Maßnahmen zur Begleitung des Umbaus der Landesverwaltung Brandenburg
Der Tarifvertrag über Maßnahmen zur Begleitung des Umbaus der Landesverwaltung Brandenburg (TV Umbau) wurde im Jahr 2008  zwischen der Regierung des Landes Brandenburg und den Gewerkschaften ver.di, GEW, GdP, dbb tarifunion und der IG BAU für die brandenburgische Landesverwaltung abgeschlossen. Der Tarifvertrag gilt seit dem 1. Januar 2009. Er war erstmals mit Wirkung zum 31. Dezember 2012 kündbar.
Ziel des Tarifvertrages ist es, angesichts des von der brandenburgischen Landesregierung beschlossenen Personalabbaus (siehe auch Personalbedarfsplanung in Brandenburg) die Flexibilität und Mobilität der Tarifbeschäftigten im Landesdienst zu erhöhen. Im Gegenzug sind betriebsbedingte Kündigungen ausgeschlossen. Der Tarifvertrag findet auf ca. 25.000 Beschäftigte Anwendung.
Der TV Umbau in der Fassung des 3. Änderungstarifvertrages vom 22. Februar 2016 ist mit Ablauf des 31. Dezember 2017 außer Kraft getreten und wurde durch den TV Umbau II ersetzt.

## Wesentliche Inhalte
Der TV Umbau enthält Regelungen, die Beispielscharakter in der Bundesrepublik besitzen. So erhalten Beschäftigte gemäß § 6 des Tarifvertrages eine Mobilitätsprämie, wenn sie außerhalb ihres bisherigen Arbeitsortes oder Wohnortes weiter beschäftigt werden. Die Höhe der Mobilitätsprämie ist von der Entfernung abhängig. Sie wird für 18 Monate gezahlt.
Darüber hinaus gewährt der TV Umbau einen zeitlich befristeten Eingruppierungsschutz (§ 7 Abs. 1 und 2) und enthält nach Auslaufen des Eingruppierungsschutzes Regelungen zur Besitzstandswahrung (§ 7 Abs. 3ff). Der in § 3 Abs. 2 TV Umbau verankerte Anspruch der Beschäftigten auf Arbeitsplatzsicherung ist von der Landesregierung in der Weise umzusetzen, dass gemäß einer in § 4 TV Umbau verankerten Kaskade für umbaubetroffene Beschäftigte nach alternativen Arbeitsplätzen zu suchen ist.
Für Lehrkräfte an den allgemeinbildenden und berufsbildenden Schulen des Landes Brandenburg enthält der Tarifvertrag in § 17 Sonderregelungen. Für Beschäftigte im Geltungsbereich des Tarifvertrages Forst (Waldarbeiter) sind die Regelungen in § 18 zusätzlich anzuwenden.
Der TV Umbau räumt den Tarifbeschäftigten auch einen Anspruch auf Fortbildung ein, wenn diese notwendig ist, um einen neuen Arbeitsplatz innerhalb der Landesverwaltung anzunehmen. Neben einjährigen Fortbildungsmaßnahmen, die das Land Brandenburg als Arbeitgeberin anbieten muss, können auch längere Umschulungsmaßnahmen angeboten werden. Gegenwärtig werden Beschäftigte des mittleren Dienstes für den gehobenen Dienst an der brandenburgischen Landesakademie für öffentliche Verwaltung in Königs Wusterhausen geschult (Lehrgang „Quit“) und weitere Beschäftigte absolvieren ein Fachhochschulstudium als Informatiker an der Hochschule Harz in Wernigerode.

## Gremien
Für die Beilegung von Streitigkeiten bei der Auslegung des Tarifvertrages ist eine Clearingstelle eingerichtet worden (§ 19 Abs. 4).
Zur Begleitung des Umbauprozesses in der brandenburgischen Landesverwaltung ist ein Beirat gebildet worden (Beirat gemäß TV Umbau). Dem Beirat gehören fünf Minister und Vertreter der fünf Gewerkschaften an, die den Tarifvertrag abgeschlossen haben.
Vertreter der Landesregierung im Beirat sind:
- Ralf Holzschuher (Vorsitz), Minister des Innern
- Helmuth Markov, stellvertretender Ministerpräsident und Minister der Justiz
- Ralf Christoffers, Minister für Wirtschaft und Europaangelegenheiten
- Jörg Vogelsänger, Minister für Infrastruktur und Landwirtschaft
- Martina Münch, Ministerin für Bildung, Jugend und Sport

Vertreter der Gewerkschaften im Beirat sind:
- Susanne Stumpenhusen, Landesbezirksleiterin des ver.di -Landesbezirks Berlin-Brandenburg
- Heinz-Egon Müller, Landesvorsitzender des dbb
- Andreas Schuster, Landesvorsitzender der GdP
- Günther Fuchs, Landesvorsitzender der GEW
- Jörg Schütte, IGBAU

Der Beirat tagt zwei- bis dreimal jährlich. In ihm werden die geplanten und laufenden zentralen Umbauprojekte mit den Gewerkschaftsvertretern politisch erörtert.
Die Sitzungen des Beirats werden durch ein Gemeinsames Arbeitsgremium mit den Gewerkschaften (GAG) vorbereitet. Fünf Vertreter der Landesverwaltung und fünf Gewerkschaftsfunktionäre gehören dem GAG an. Alle sechs bis acht Wochen tritt das Gremium unter dem Vorsitz des Leiters der Stabsstelle für Verwaltungsmodernisierung im Ministerium des Innern, Volker-Gerd Westphal, zusammen. Im GAG werden Detailinformationen über Reformvorhaben in der brandenburgischen Landesverwaltung zur Verfügung gestellt (z. B. Polizeireform, Bündelung von Aufgaben und Personal).